# Tir aux Jeux olympiques d'été de 2012 - Skeet hommes
Navigation
Pékin 2008 Rio de Janeiro 2016
L'épreuve masculine du skeet des Jeux olympiques d'été de 2012 se déroule aux Royal Artillery Barracks à Londres, les 30 et 31 juillet 2012.

## Format de la compétition
L'épreuve se compose d'un tour de qualification et d'une finale. En qualification, chaque tireur effectue 5 séries de 25 tirs, sur un parcours en arc de cercle. Les 6 meilleurs tireurs en qualification se qualifient pour la finale.
Lors de la finale, les athlètes effectuent une nouvelle série de 25 tirs. Le score total des 150 tirs détermine le classement final et l'attribution des médailles.

## Médaillés
| Or              | Argent         | Bronze            |
| Vincent Hancock | Anders Golding | Nasser Al-Attiyah |

## Qualification
| Rang | Athlète                  | Pays                | 1  | 2  | 3  | 4  | 5  | Total | Notes |
| ---- | ------------------------ | ------------------- | -- | -- | -- | -- | -- | ----- | ----- |
| 1    | Vincent Hancock          | États-Unis          | 25 | 24 | 25 | 24 | 25 | 123   | Q     |
| 2    | Anders Golding           | Danemark            | 24 | 23 | 25 | 25 | 25 | 122   | Q     |
| 3    | Valeriy Shomin           | Russie              | 23 | 24 | 24 | 25 | 25 | 121   | Q     |
| 4    | Nasser Al-Attiyah        | Qatar               | 25 | 23 | 24 | 24 | 25 | 121   | Q     |
| 5    | Luigi Lodde              | Italie              | 21 | 25 | 24 | 25 | 25 | 120   | Q     |
| 6    | Jan Sychra               | République tchèque  | 23 | 23 | 25 | 24 | 25 | 120   | Q     |
| 7    | Marcus Svensson          | Suède               | 22 | 24 | 24 | 24 | 25 | 119   |       |
| 8    | Frank Thompson           | États-Unis          | 24 | 23 | 24 | 23 | 25 | 119   |       |
| 9    | Nikolaos Mavrommatis     | Grèce               | 23 | 25 | 23 | 24 | 24 | 119   |       |
| 10   | Ralf Buchheim            | Allemagne           | 23 | 21 | 24 | 25 | 25 | 118   |       |
| 11   | Yórgos Achilléos         | Chypre              | 23 | 22 | 24 | 24 | 25 | 118   |       |
| 12   | Richard Brickell         | Grande-Bretagne     | 24 | 22 | 23 | 25 | 24 | 118   |       |
| 13   | Saeed Al-Maktoum         | Émirats arabes unis | 21 | 24 | 25 | 24 | 24 | 118   |       |
| 14   | Ennio Falco              | Italie              | 24 | 23 | 24 | 23 | 24 | 118   |       |
| 15   | Stefan Nilsson           | Suède               | 22 | 25 | 25 | 22 | 24 | 118   |       |
| 16   | Rory Warlow              | Grande-Bretagne     | 24 | 24 | 22 | 25 | 23 | 118   |       |
| 17   | Anthony Terras           | France              | 21 | 24 | 24 | 25 | 23 | 117   |       |
| 18   | Mostafa Hamdy            | Égypte              | 23 | 25 | 22 | 24 | 23 | 117   |       |
| 19   | Jakub Tomeček            | République tchèque  | 24 | 23 | 23 | 25 | 22 | 117   |       |
| 20   | Keith Ferguson           | Australie           | 23 | 22 | 23 | 22 | 24 | 116   |       |
| 21   | Abdullah Al-Rashidi      | Koweït              | 23 | 24 | 24 | 21 | 24 | 116   |       |
| 22   | Antonakis Andreou        | Chypre              | 22 | 23 | 23 | 24 | 23 | 115   |       |
| 23   | Juan José Aramburu       | Espagne             | 23 | 22 | 24 | 24 | 22 | 115   |       |
| 24   | Javier Rodríguez         | Mexique             | 23 | 22 | 23 | 22 | 24 | 114   |       |
| 25   | Efthimios Mitas          | Grèce               | 22 | 24 | 23 | 22 | 23 | 114   |       |
| 26   | Jesper Hansen            | Danemark            | 22 | 22 | 24 | 24 | 21 | 113   |       |
| 27   | Tore Brovold             | Norvège             | 22 | 25 | 22 | 24 | 20 | 113   |       |
| 28   | Khurram Inam             | Pakistan            | 21 | 23 | 23 | 20 | 25 | 112   |       |
| 29   | MajedAl-Tamimi           | Arabie saoudite     | 23 | 18 | 20 | 25 | 21 | 111   |       |
| 30   | Guillermo Alfredo Torres | Cuba                | 20 | 21 | 25 | 22 | 22 | 110   |       |
| 31   | Paul Brian Rosario       | Philippines         | 22 | 19 | 25 | 22 | 24 | 109   |       |
| 32   | Nicolas Pacheco Espinosa | Pérou               | 21 | 21 | 21 | 22 | 24 | 109   |       |
| 33   | Clive Barton             | Australie           | 20 | 22 | 25 | 21 | 21 | 109   |       |
| 34   | Fabio Ramella            | Suisse              | 21 | 23 | 22 | 23 | 20 | 109   |       |
| 35   | Cho Yong-seong           | Corée du Sud        | 24 | 21 | 23 | 22 | 19 | 109   |       |
| 36   | Azmy Mehelba             | Égypte              | 21 | 19 | 24 | 24 | 20 | 108   |       |

## Finale
| Rang                                | Athlète           | Pays               | Qual | Finale | Total | Tir Supp. | Notes |
| ----------------------------------- | ----------------- | ------------------ | ---- | ------ | ----- | --------- | ----- |
| Médaille d'or, Jeux olympiques      | Vincent Hancock   | États-Unis         | 123  | 25     | 148   |           | RO    |
| Médaille d'argent, Jeux olympiques  | Anders Golding    | Danemark           | 122  | 24     | 146   |           |       |
| Médaille de bronze, Jeux olympiques | Nasser Al-Attiyah | Qatar              | 121  | 23     | 144   | 6         |       |
| 4                                   | Valeriy Shomin    | Russie             | 121  | 23     | 144   | 5         |       |
| 5                                   | Luigi Lodde       | Italie             | 120  | 23     | 143   |           |       |
| 6                                   | Jan Sychra        | République tchèque | 120  | 23     | 143   |           |       |

## Sources
- Le site officiel du Comité international olympique
- Site officiel de Londres 2012